# آدریانو نارسیزو
آدریانو نارسیزو (انگلیسی: Adriano Narcizo؛ زادهٔ ۳۰ اوت ۱۹۹۴) بازیکن فوتبال است.